# Red River (Novo México)
Red River é uma cidade  localizada no estado americano de Novo México, no Condado de Taos.

## Demografia
Segundo o censo americano de 2000, a sua população era de 484 habitantes.
Em 2006, foi estimada uma população de 492, um aumento de 8 (1.7%).

## Geografia
De acordo com o United States Census Bureau tem uma área de 2,6 km², dos quais 2,6 km² cobertos por terra e 0,0 km² cobertos por água. Red River localiza-se a aproximadamente 2643 m acima do nível do mar.

## Localidades na vizinhança
O diagrama seguinte representa as localidades num raio de 36 km ao redor de Red River.